# Pfarrer-Kraus-Anlagen

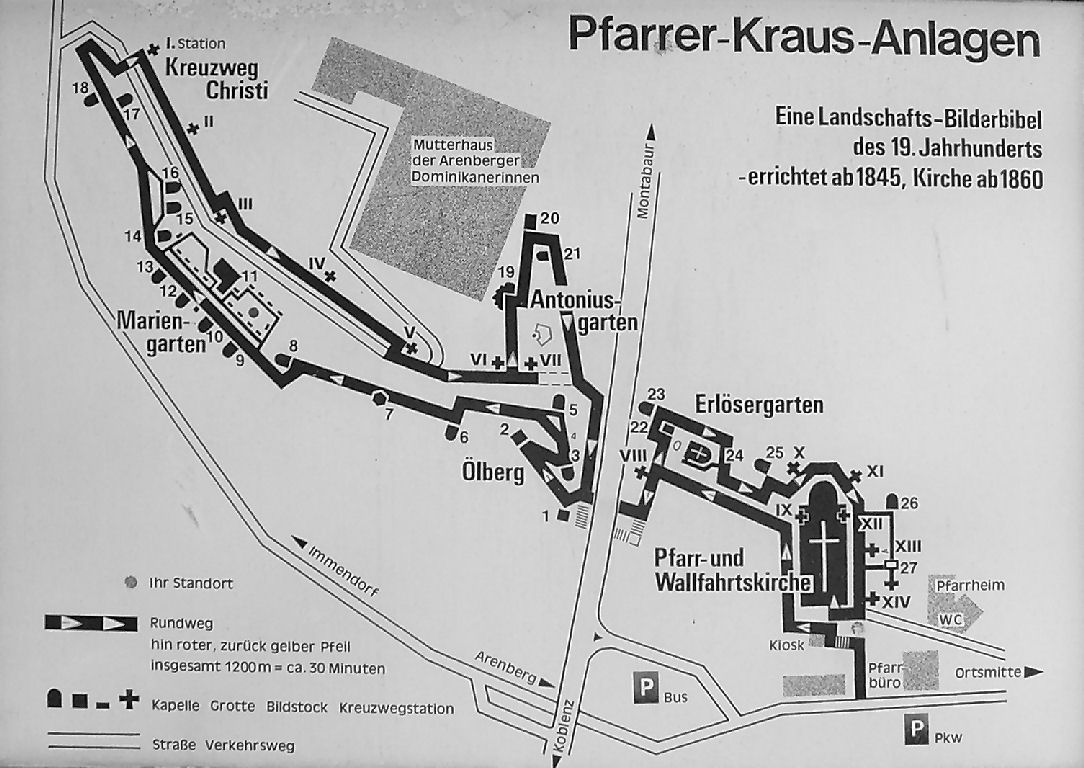
Plan der Pfarrer-Kraus-Anlagen

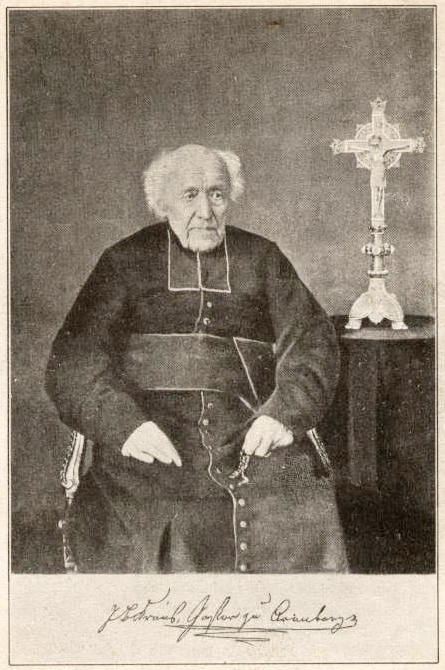
Pfarrer Johann Baptist Kraus

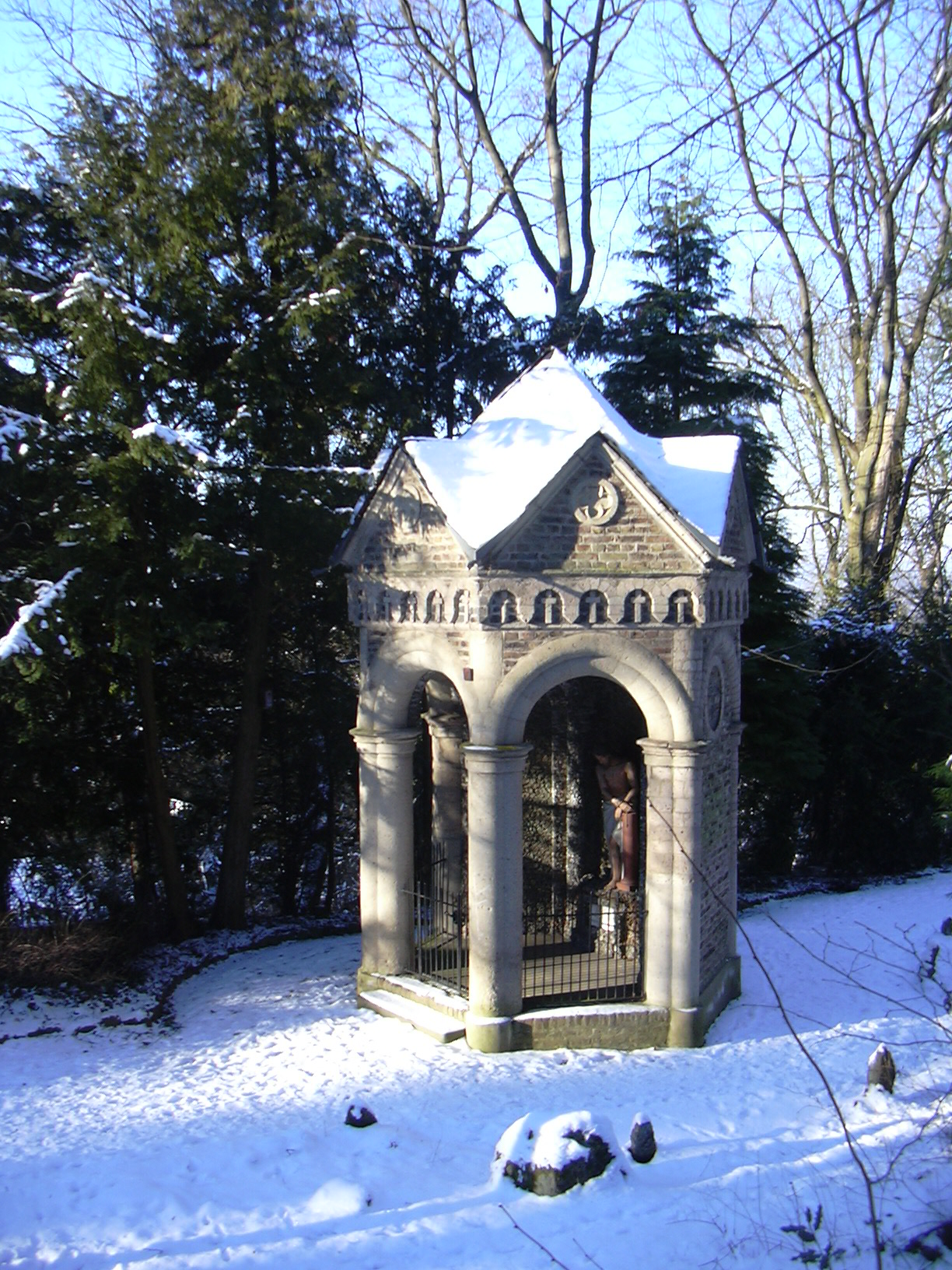
Tempel auf hexagonalem Grundriss: „Geißelung Christi“

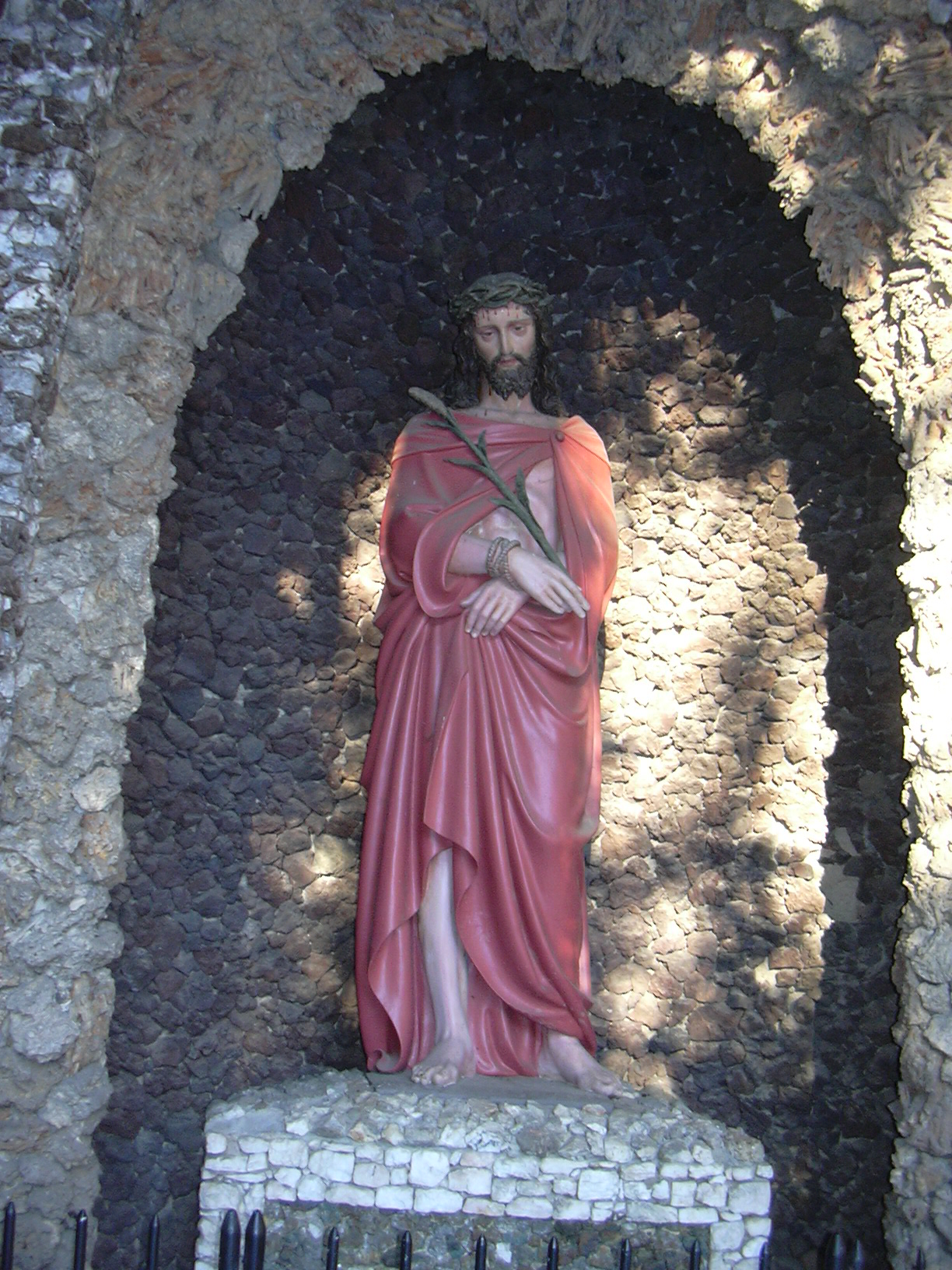
Christus-Statue „Dornenkrönung“

Die Pfarrer-Kraus-Anlagen sind eine religiöse Parklandschaft in Koblenz. Die ab 1845 erbaute und europaweit einzigartige Landschaftsbilderbibel liegt im Stadtteil Arenberg. Sie sind nach ihrem Begründer, dem katholischen Pfarrer Johann Baptist Kraus (1805–1893), benannt. Im Park befinden sich etwa 60 Kapellen, Grotten und Bildstöcke sowie ein Kreuzweg, die besonders für des Lesens nicht mächtige Menschen des 19. Jahrhunderts geeignet waren.

## Geschichte
Pfarrer Johann Baptist Kraus übernahm 1834 die Pfarrei in Arenberg. Zwischen Arenberg und Immendorf begann er ab 1845 mit der Anlage einer religiösen Parklandschaft und erweiterte sie kontinuierlich bis zu seinem Tod 1893. Die spätere deutsche Kaiserin Augusta war Gönnerin von Pfarrer Kraus und unterstützte den Bau der Anlagen. Die Skulpturen wurden von zeitgenössischen Künstlern aus Trier und Münster im Nazarener-Stil gestaltet. Die fünf verschiedenen Abschnitte wurden wie folgt angelegt:
- 1845–1846: Ölberg mit acht Kapellen, erzählt den Leidensweg Jesus Christis vom Garten Gethsemani bis zur Dornenkrönung
- 1845–1852: Kreuzweg, bestehend aus 14 Stationen
- 1850–1851: Erlösergarten mit der Erlöserkapelle
- 1867–1868: Mariengarten, besteht aus Kapellen, die Szenen aus dem Leben der Gottesmutter zeigen
- 1884–1892: Antoniusgarten, zeigt Szenen aus dem Leben verschiedener Heiliger

Für die Errichtung der Grotten und Bildstücke verwendete man die unterschiedlichsten Materialien. Neben Lavasteinen aus der Eifel, die im 19. Jahrhundert für Parkanlagen sehr beliebt waren, auch Muscheln, Bergkristalle und ungewöhnliche Stoffe wie Hochofenschlacke oder Murmeln aus Ton, die Pfarrer Kraus nach eigener Aussage von den Kindern seiner Pfarrei geschenkt erhielt. Auch verwendete Kraus Spolien wie Marmorsäulen oder ein barockes Portal. Für den Skulpturenschmuck hatte Kraus zunächst handwerkliche Einzelanfertigungen aus Naturstein vorgesehen, aus Kostengründen mussten jedoch später teilweise Serienprodukte aus Terrakotta oder Kunststein und Gips verwendet werden.
Kraus verfasste einen Führer durch die Anlagen, der in zahlreichen Auflagen erschien.
Zur Pflege der Anlagen holte Pfarrer Kraus 1868 die Schwestern der Dominikanerinnen nach Arenberg, die dort das Kloster Arenberg begründeten. Bekannt wurde Arenberg als Wallfahrtsort mit dem Bau der Wallfahrtskirche St. Nikolaus von 1860 bis 1872 in neuromanischem Stil, ebenfalls durch Pfarrer Kraus. Kirche und Anlagen bescherten Arenberg in der Folgezeit einen hohen Bekanntheitsgrad als Wallfahrtsort. Daher wurde gegenüber der Kirche ein bis heute erhaltener Kiosk errichtet, in dem Devotionalien, Kerzen und andere Andenken verkauft wurden, eigens angestellte Führer erläuterten den Besuchern die Anlage.
Noch bis in die 1960er Jahre hielt die große Beliebtheit an, danach kamen nur noch wenige Pilger nach Arenberg. Das Verständnis von Frömmigkeit hatte sich verändert und die Arenberger Anlagen wurden teilweise recht rüde als „Kitsch“ bezeichnet; der theologische Gedankenreichtum, mit dem Kraus selbst kleine Details geplant hatte, erschloss sich den Besuchern nicht mehr. Die Pflege der Anlage wurde zunehmend zu einer Belastung für die Pfarrei. Seit einigen Jahren kümmert sich daher ein Förderverein um die Anlage, von der bereits große Teile restauriert und in den ursprünglichen Zustand versetzt werden konnten. Dabei erweiterte man die Anlage südwestlich der Kirche ein wenig, indem das Gelände der ehemals zugehörigen Gärtnerei (in der früher Blumenschmuck für die Kirche gezüchtet worden war) ebenfalls als Park gestaltet wurde.
Neuerdings sind wieder größere Besucherzahlen zu verzeichnen, wobei viele Besucher auch aus historischem Interesse nach Arenberg kommen.

## Beschreibung
Der Besucher wird, ausgehend vom Eingangsbereich der Kirche, den nachstehenden Rundweg durch die Pfarrer-Kraus-Anlagen inmitten von dichtem Wald geführt. Dabei wird der Kreuzweg nicht in chronologischer Reihenfolge abgegangen und das Gelände von der L127 durchschnitten.
Hinweg auf einer Strecke von ca. 700 m nach Westen (roter Pfeil):
- Kreuzweg Stationen 9 und 8, danach Überquerung der Straße
- Ölberg
- Mariengarten
- Kreuzweg (Anfang)

Rückweg nach Osten (gelber Pfeil):
- Kreuzweg (Stationen 1–6), bei Station 5 geht die Straße zum Kloster ab
- Abstecher zum Antoniusgarten und Kreuzweg Station 7, Überquerung der Straße
- Kreuzweg Station 8 und Erlösergarten
- um die Apsis und die Nordfassade der Kirche herum Kreuzweg Stationen 9–14.

Auf dem Kreuzweg sind alle 14 Stationen einheitlich als Sandsteinreliefs innerhalb einer Felsummantelung ausgestaltet. Unter der Nummer der Station befindet sich immer ein kleines Kreuzchen aus Jerusalemer Olivenholz.
Am Ölberg kommt man zuerst an ein Oktogon aus Quarz und Bergkristall mit einer Engelsstatue vor Glasgemälden, die Stadt Jerusalem darstellend.
Im Garten Gethsemane in einer Spitzkehre befindet sich eine Grotte mit einer Skulpturengruppe der schlafenden Jünger Petrus, Johannes und Jakobus. In der nächsten Grotte kniet Christus mit ausgestreckten Armen vor einem Glasfenster mit Passionsengel. Von hier aus erreicht man über ein paar Stufen die Skulpturengruppe Der Verrat des Judas. Auf dem lang gestreckten Weg geradeaus zum Mariengarten liegen vier Kapellen mit Skulpturen, Szenen aus der Passion Christi thematisierend: Gefangennahme Christi, Verspottung, Geißelung (in einem Hexagon) und Dornenkrönung.
Im Mariengarten liegt das Haus Nazareth mit Szenen rund um die Geburt Christi (Josefsstatue, Grotte mit Skulpturengruppe Mariä Verkündigung). Um das Gebäude herum stehen Häuschen mit Reliefs aus dem Marienleben. Dahinter folgen, bis zum westlichsten Wendepunkt des Rundwegs, Reliefszenen zum Gedächtnis der Schmerzen Mariens. In dieser Tradition stehend wird dieser Ort auch als „Garten der 7 Schmerzen Mariens“ bezeichnet.
Im Antoniusgarten, der dreiecksförmig hinter der 6. Station vom Kreuzweg abgeht, liegt ein kleiner Weiher. Die Grotte von Lourdes ist hier nachgebaut. Ein Stück weiter ist die Eremitage des Franz von Assisi nachgestaltet. Daneben steht die Antoniuskapelle mit kniender Statue des Heiligen Antonius von Padua. Eine weitere Antonius-Statue steht am See.
Kernstück des Erlösergartens ist die Kapelle mit dem Thema „Erlösung von dem Bösen“. An ihrer Fassade sind zwei Bäume des Paradieses dargestellt, der Baum des Lebens mit Engelsköpfen statt Äpfeln und als Pendant der Baum der Erkenntnis, der Totenköpfe trägt. Die Blendpfeiler der Rundbögen sind die Stämme der Bäume. Das Giebelfeld nimmt die apokalyptische Sonnenfrau aus Kapitel 12 der Offenbarung des Johannes ein, die vom siebenköpfigen Drachen (Satan symbolisierend) bedroht wird. Vor der Kapelle steht eine Skulpturengruppe Vertreibung aus dem Paradies. Im Inneren befindet sich eine barocke Pietà ungeklärter Provenienz, möglicherweise aus der 1794 zerstörten Johanniskirche in Lahnstein; sie wurde von Franz Ittenbach restauriert.
In der Herz-Jesu-Grotte neben der Erlöserkapelle gibt es zwei Christus-Statuen. Eine botanische Attraktion des Erlösergartens ist der 1885 gepflanzte kalifornische Riesenmammutbaum, der 2005 einen Stammesumfang von 4,17 m am Boden erreicht hatte.
Bevor man zur Kirche zurückkehrt, findet man die Sandstein-Skulpturengruppe Tod des Heiligen Josef mit Maria und Christus in einer letzten Grotte.
Auf dem Friedhof nördlich der Kirche liegt Pfarrer Kraus begraben.

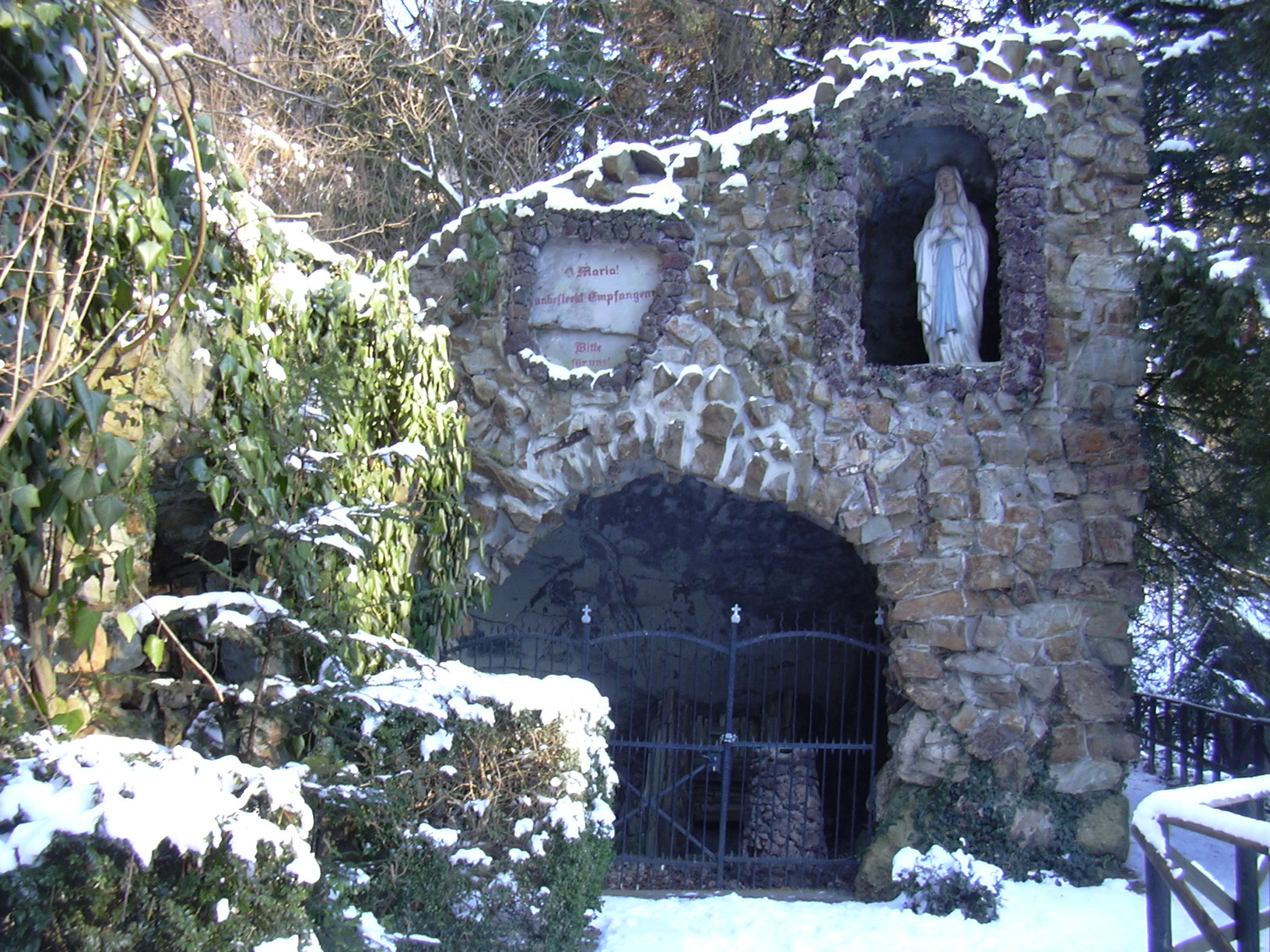
Lourdes-Grotte
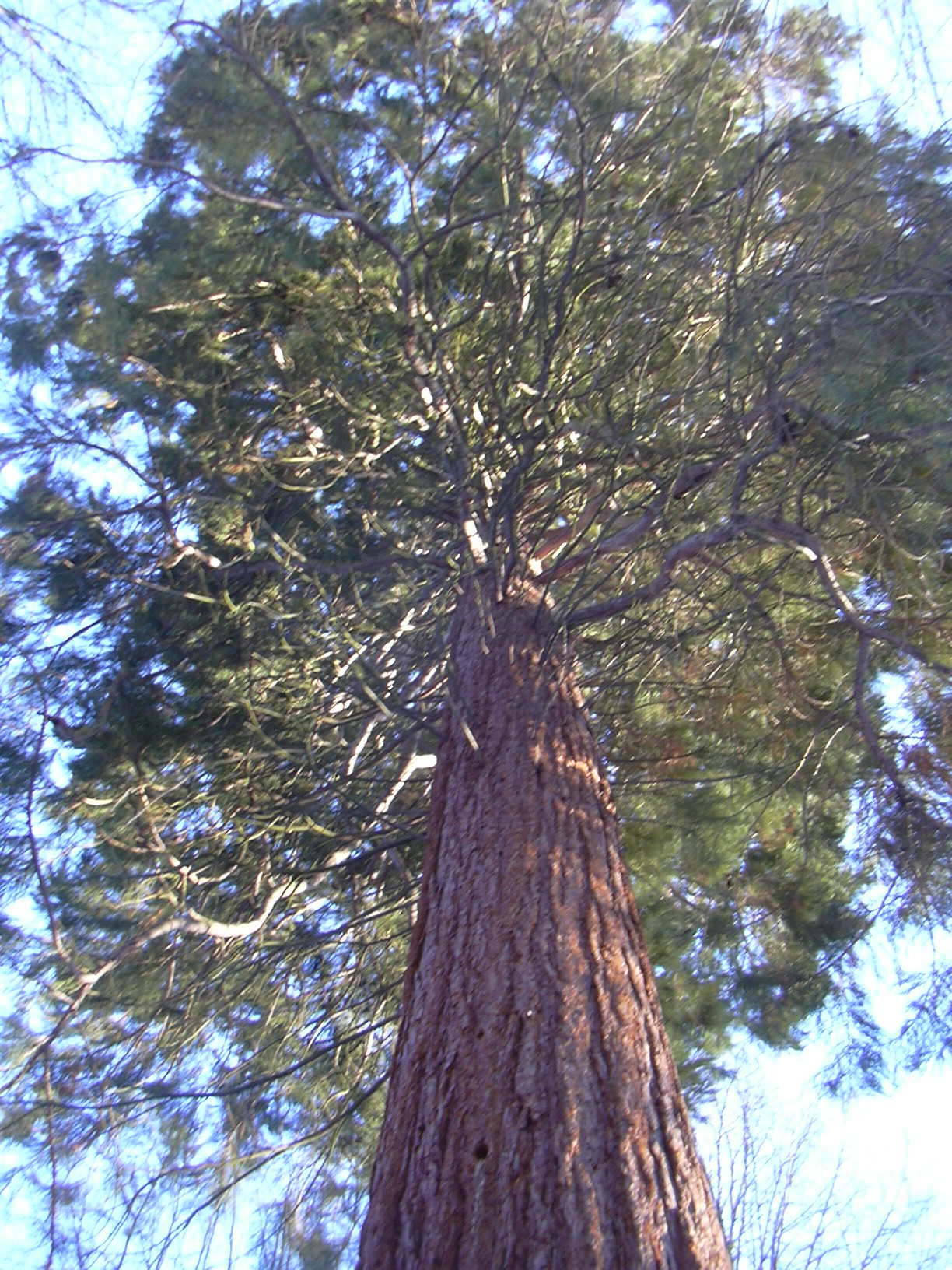
Mammutbaum im Erlösergarten
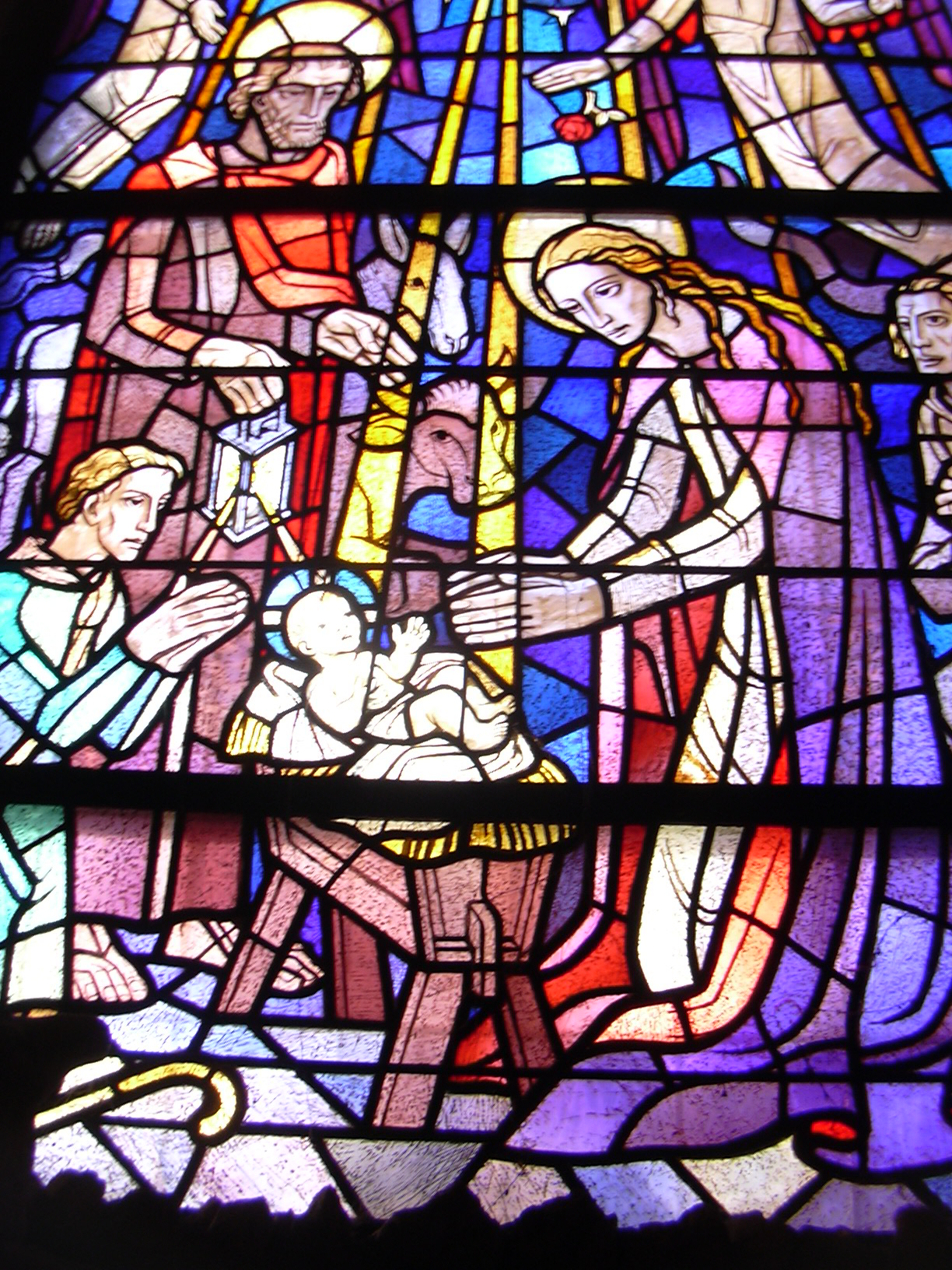
Glasfenster „Geburt Christi“ in der Taufkapelle
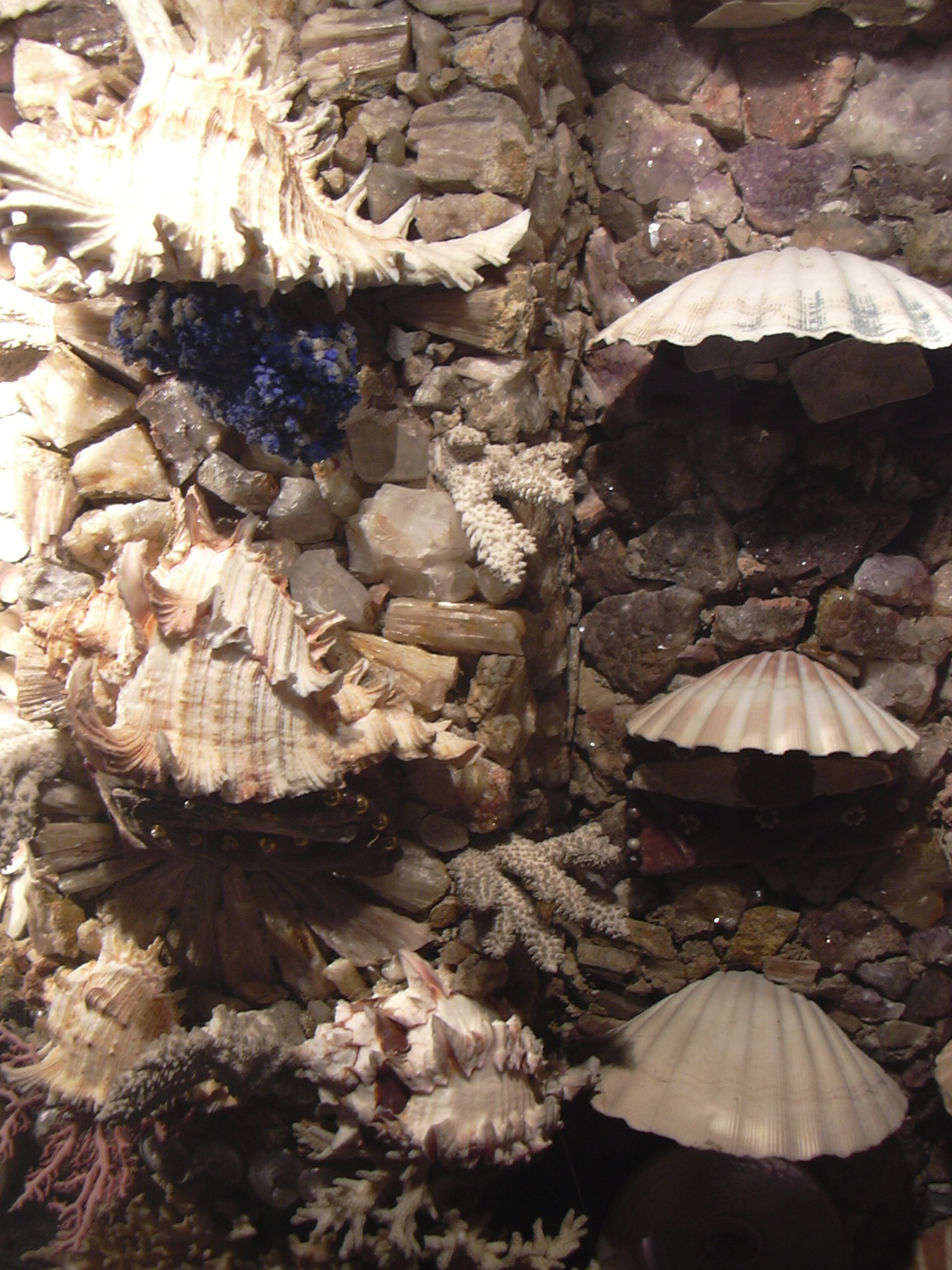
Detail der Mosaikwand aus Steinen und Muscheln

## Denkmalschutz
Die Pfarrer-Kraus-Anlagen sind ein geschütztes Kulturdenkmal nach dem Denkmalschutzgesetz (DSchG) und seit 1987 in der Denkmalliste des Landes Rheinland-Pfalz eingetragen. Sie liegen in Koblenz-Arenberg in der Denkmalzone Wallfahrtsanlage Arenberg.
Seit 2002 sind die Pfarrer-Kraus-Anlagen als nördlichster Punkt Teil des UNESCO-Welterbes Oberes Mittelrheintal.